# Шеин, Николай Иванович
Николай Иванович Шеин (9 августа 1908, с. Казанка, Петропавловский уезд, Акмолинская область, Российская империя — май 1967, Иркутск, РСФСР, СССР) — Герой Социалистического Труда (1960).

## Биография
Родился 27 июля (9 августа) в селе Казанка Петропавловского уезда Акмолинской области (ныне - Жамбылский район Северо-Казахстанской области).
С 1929 года работал шофером в Чите и Иркутске. 
С 1950 года по 1961 год — шофер на строительстве Иркутской ГЭС. 
С 1961 года — механик автотранспортного управления треста «Востсибэлектросетьстрой». Избирался депутатом городского Совета. За выдающиеся успехи в работе при строительстве Иркутской ГЭС в 1960 году Шеину было присвоено почётное звание Героя Социалистического Труда.
Скончался в мае 1967 года.

## Награды
- Медаль Серп и Молот

## Память
Его имя значится на мемориальной доске памяти особо отличившихся работников строительства Иркутской ГЭС.